# Eva González (modelo)
Eva María González Fernández (Mairena del Alcor, Sevilla, 5 de noviembre de 1980) más conocida como Eva González, es una modelo y presentadora de televisión española.

## Biografía
Eva se crio en la población de Mairena del Alcor (Sevilla). Proviene de una familia clase media. Su padre Manuel González, fue agricultor profesional, y su madre, Encarna Fernández, ama de casa. Tiene una hermana menor que ella, María González Fernández.
En su infancia estudió hasta segundo curso de diplomatura en Trabajo social, después empezó a trabajar como modelo en la agencia que tiene la también modelo Raquel Revuelta en Sevilla, Doble Erre, donde consiguió el título de Miss Sevilla. A raíz del concurso, dejó sus estudios para así poder dedicarse intensamente a los compromisos adquiridos como Miss España 2003.
Participó en el certamen de Miss España en 2003 representando a Sevilla y consiguió el título. Además de ser elegida Miss España, también se le otorgaron los premios de Miss Simpatía y Miss Elegancia.
Tras proclamarse ganadora del certamen, viajó a Panamá para participar en Miss Universo 2003. Fue una de las favoritas, pero no entró entre las 15 mejores. Vistió un traje de flamenco en el pase de trajes nacionales.
Después de su reinado, Eva entró en el mundo de la moda en España, siendo imagen de firmas como Viceroy y Tampax y desfilando, entre otros, en la Pasarela Cibeles, en el Salón Internacional de la Moda Flamenca (SIMOF) y en la Semana de Moda de Sevilla.
También se ha forjado una carrera en la televisión española, siendo en la actualidad una de las presentadoras más queridas[cita requerida] por el panorama nacional. En 2004 colaboró en el programa UHF de Antena 3 junto a Nuria Roca y Florentino Fernández. Además, apareció en un capítulo de la serie de Telecinco Los Serrano, interpretando a una profesora de Educación física que encandilaba a todos los jóvenes del instituto.
En 2006 fichó por La Sexta, donde presentó el concurso Dímelo al oído junto a Iván Sánchez y Fenómenos junto a humoristas como Dani Mateo, Dani Martínez, Carlos Areces y David Verdaguer.
En 2007 colaboró con Andreu Buenafuente, en su programa homónimo, compaginando este trabajo con la presentación del concurso musical Se llama copla en Canal Sur, programa de éxito que condujo durante sus nueve temporadas, desde 2007 hasta su cancelación en 2016.
En 2008 participa en la serie cómica La tira, también en La Sexta, representando a una azafata de vuelo recién casada a quién le están reformando el piso.
El 10 de febrero de 2009 presentó la gala de los premios TP de Oro, junto con Manel Fuentes, emitida también por La Sexta. Poco después se hizo público su fichaje por Telecinco, para presentar una nueva edición del concurso El juego del euromillón. El programa, no obstante, fue retirado dos meses después de la parrilla tras cosechar una media de 10,9 % de cuota de pantalla, un dato inferior a la media de la cadena. Acto seguido tomó el mando de Guerra de sesos, programa diario de La Siete.
En 2010 Telecinco se ha encargado de los resúmenes diarios y las galas semanales desde la isla, del programa Supervivientes: Perdidos en Nicaragua.
Desde abril de 2013, presenta el programa de gastronomía MasterChef en La 1. Desde diciembre de 2013, también presenta en la misma cadena la versión infantil del programa llamada MasterChef Junior, y además desde noviembre de 2016 MasterChef Celebrity.
También ha presentado en esa misma cadena las galas especiales de Nochevieja de los años 2007, 2014, 2015, 2016 y 2017.
En 2017 fue presentadora de La Gala de la Reina en el Carnaval de Las Palmas, retransmitido en Televisión Canaria y en La 2 y TVE Internacional.
En octubre de 2018, se anunció por sorpresa su salto a Antena 3 para conducir la sexta edición del formato La voz, y sus dos versiones: La voz Kids y La voz Senior en el prime time de la cadena, abandonando La 1 y sus variantes de MasterChef tras 6 años y 15 ediciones en esa cadena.

## Vida privada
Reacia a airear su vida privada, se conoce[cita requerida]  que en 2004 tuvo una relación con el presentador y actor Arturo Valls, y desde ese mismo año hasta finales de 2008 con Iker Casillas, exportero del Real Madrid y del Oporto.
El 6 de noviembre de 2015 contrajo matrimonio con Cayetano Rivera en la iglesia de Nuestra Señora de la Asunción de Mairena del Alcor en Sevilla. El 4 de marzo de 2018 nació en Sevilla su primer hijo, Cayetano Rivera González.
El 24 de octubre de 2022, se anuncia que rompen su relación tras 13 años.

## Filmografía

### Programas de televisión
| Programas de televisión | Programas de televisión                                          | Programas de televisión     | Programas de televisión     |
| Año                     | Título                                                           | Cadena                      | Notas                       |
| ----------------------- | ---------------------------------------------------------------- | --------------------------- | --------------------------- |
| 2003                    | Miss España                                                      | Telecinco                   | Concursante                 |
| 2004                    | UHF                                                              | Antena 3                    | Colaboradora                |
| 2006                    | Dímelo al oído                                                   | La Sexta                    | Presentadora                |
| 2006                    | Fenómenos                                                        | La Sexta                    | Presentadora                |
| 2006 – 2007             | El club de Flo                                                   | La Sexta                    | Concursante                 |
| 2007 – 2016             | Se llama copla                                                   | Canal Sur                   | Presentadora                |
| 2007; 2012 – 2017       | Programas especiales de Nochevieja                               | La 1                        | Presentadora                |
| 2009                    | El juego del euromillón                                          | Telecinco                   | Presentadora                |
| 2009 – 2010             | Guerra de sesos                                                  | La Siete                    | Presentadora                |
| 2010                    | Supervivientes                                                   | Telecinco                   | Copresentadora en Nicaragua |
| 2011, 2018 - presente   | El hormiguero                                                    | Cuatro y Antena 3           | Invitada (5 veces)          |
| 2012                    | Satán & Eva                                                      | Canal Sur                   | Presentadora                |
| 2012                    | Gala de La Reina del Carnaval de Las Palmas de Gran Canaria 2012 | RTVE y Promoción LPGC       | Presentadora                |
| 2013 – 2018             | MasterChef                                                       | La 1                        | Presentadora                |
| 2013 – 2019             | MasterChef Junior                                                | La 1                        | Presentadora                |
| 2016                    | Se llama copla: El desafío                                       | Canal Sur                   | Presentadora                |
| 2016 – 2018             | MasterChef Celebrity                                             | La 1                        | Presentadora                |
| 2017                    | El gran reto musical                                             | La 1                        | Presentadora                |
| 2017                    | Gala de La Reina del Carnaval de Las Palmas de Gran Canaria 2017 | RTVE, RTVC y Promoción LPGC | Presentadora                |
| 2019-presente           | La Voz                                                           | Antena 3                    | Presentadora                |
| 2019-presente           | La Voz Kids                                                      | Antena 3                    | Presentadora                |
| 2019-2020; 2022         | La Voz Senior                                                    | Antena 3                    | Presentadora                |
| 2019                    | Espejo público                                                   | Antena 3                    | Invitada                    |
| 2019                    | Liarla Pardo                                                     | La Sexta                    | Invitada                    |
| 2019                    | Más vale tarde                                                   | La Sexta                    | Invitada                    |
| 2019                    | Zapeando                                                         | La Sexta                    | Invitada                    |
| 2020                    | Mask Singer: adivina quién canta                                 | Antena 3                    | Investigadora invitada      |
| 2020                    | ¡Boom!                                                           | Antena 3                    | Invitada                    |
| 2020                    | ¡Hasta nunca, 2020!                                              | Antena 3                    | Presentadora                |
| 2021                    | Fuera del mapa                                                   | La Sexta                    | Invitada                    |
| 2021                    | Adiós, 2021                                                      | Antena 3                    | Presentadora                |
| 2022                    | Adiós, 2022                                                      | Antena 3                    | Presentadora                |
| 2023                    | La Voz All Stars                                                 | Antena 3                    | Presentadora                |
| 2023                    | Adiós, 2023                                                      | Antena 3                    | Presentadora                |
| 2024                    | López y Leal contra el canal                                     | Antena 3                    | Presentadora                |

### Series de televisión
| Series de televisión | Series de televisión | Series de televisión | Series de televisión | Series de televisión |
| Año                  | Título               | Cadena               | Personaje            | Notas                |
| -------------------- | -------------------- | -------------------- | -------------------- | -------------------- |
| 2004                 | 7 vidas              | Telecinco            | Elena                | 1 episodio           |
| 2005                 | Capital              | Telemadrid           | Eva                  | 1 episodio           |
| 2006                 | Los Serrano          | Telecinco            | Inés                 | 1 episodio           |
| 2008-2010            | La tira              | La Sexta             | Ana                  | 17 episodios         |

### Películas
| 2024 | Mis ganas ganan, la historia de Elena Huelva | Documental |

## Publicidad
- Imagen de la marca de caramelos Smint 2 en 1, junto a David Delfín.
- Imagen de la marca de Multiópticas, mò.
- Imagen de la marca Braun.
- Imagen de la marca Tampax, chica TAMPAX (tampones).
- Imagen de la marca Viceroy.
- Imagen de la marca Chocolates Valor.
- Imagen de la marca Isabel.
- Imagen de Lactovit